# Copa Sudamericana 2004
La Copa Sudamericana 2004, denominada por motivos comerciales Copa Nissan Sudamericana 2004, fue la tercera edición del torneo organizado por la Confederación Sudamericana de Fútbol, en la que participaron equipos de diez países: Argentina, Bolivia, Brasil, Chile, Colombia, Ecuador, Paraguay, Perú, Uruguay y Venezuela.
El campeón fue Boca Juniors de Argentina, que derrotó en la final a Bolívar de Bolivia con un global de 2-1. Gracias a ello, disputó la Recopa Sudamericana 2005 ante Once Caldas, campeón de la Copa Libertadores 2004. Además, clasificó a los octavos de final de la Copa Sudamericana 2005.

## Formato
El torneo se desarrolló plenamente bajo un formato de eliminación directa, donde cada equipo enfrentaba a su rival de turno en partidos de ida y vuelta. De los 35 participantes, solamente Boca Juniors y River Plate de Argentina —invitados por Conmebol— iniciaron el torneo desde la tercera fase. Los restantes 33 debieron disputar la rondas previas, donde las llaves se establecieron enfrentándose los equipos del mismo país de origen. De ellas salieron los últimos 14 clasificados a la tercera fase, instancia inmediatamente previa a los cuartos de final, las semifinales y la final, en la que se declaró al campeón. En caso de igualdad de puntos y diferencia de goles al finalizar ambos encuentros, en cualquiera de las fases, se ejecutaron tiros desde el punto penal.
|                              |                              | Equipos que entran en esta fase | Equipos que provienen de la fase anterior    |
| ---------------------------- | ---------------------------- | --- | -------------------------------------------- |
| Primera fase (10 equipos)    | Primera fase (10 equipos)    | - 8 equipos de Brasil - 2 equipos de Venezuela |                                              |
| Segunda fase (28 equipos)    | Segunda fase (28 equipos)    | - 1 equipo, campeón de la Copa Sudamericana 2003 - 4 equipos de Brasil - 4 equipos de Argentina - 2 equipos de Bolivia, Chile, Colombia, Ecuador, Paraguay, Perú y Uruguay | - 5 equipos clasificados de la Primera fase  |
| Tercera fase (16 equipos)    | Tercera fase (16 equipos)    | - 2 equipos de Argentina | - 14 equipos clasificados de la Segunda fase |
| Cuartos de final (8 equipos) | Cuartos de final (8 equipos) | | - 8 equipos clasificados de la Tercera fase  |

## Distribución de los cupos
| País                            | Cupos | fases finales | segunda fase | Primera fase |
| ------------------------------- | ----- | ------------- | ------------ | ------------ |
| Brasil                          | 12    | –             | 4            | 8            |
| Argentina                       | 6     | 2             | 4            | –            |
| Bolivia                         | 2     | –             | 2            | –            |
| Chile                           | 2     | –             | 2            | –            |
| Colombia                        | 2     | –             | 2            | –            |
| Ecuador                         | 2     | –             | 2            | –            |
| Paraguay                        | 2     | –             | 2            | –            |
| Perú                            | 2     | –             | 2            | –            |
| Uruguay                         | 2     | –             | 2            | –            |
| Venezuela                       | 2     | –             | -            | 2            |
| Fase anterior                   | –     | 14            | 5            | –            |
| Campeón de la Copa Sudamericana | 1     | –             | 1            | –            |
| Total                           | 35    | 16            | 28           | 10           |

## Equipos participantes
| País                            | Equipo | Vía de clasificación |
| ------------------------------- | --- | --- |
| Argentina 4 cupos + 2 invitados | Banfield San Lorenzo Quilmes Arsenal Boca Juniors River Plate                                                          | Mejor equipo ubicado en la tabla de posiciones del Campeonato de Primera División 2003-04 2.º mejor equipo ubicado en la tabla de posiciones del Campeonato de Primera División 2003-04 3.º mejor equipo ubicado en la tabla de posiciones del Campeonato de Primera División 2003-04 5.º mejor equipo ubicado en la tabla de posiciones del Campeonato de Primera División 2003-04 Invitado |
| Bolivia 2 cupos                 | Bolívar Aurora | Campeón del Torneo Apertura 2004 Subcampeón del Torneo Apertura 2004 |
| Brasil 12 cupos                 | São Paulo Cruzeiro Grêmio Flamengo Santos São Caetano Coritiba Internacional Atlético Mineiro Goiás Paraná Figueirense | Mejor equipo brasileño ubicado en el Ranking de Clubes de la Conmebol 2.º mejor equipo brasileño ubicado en el Ranking de Clubes de la Conmebol 3.º mejor equipo brasileño ubicado en el Ranking de Clubes de la Conmebol 4.º mejor equipo brasileño ubicado en el Ranking de Clubes de la Conmebol Subcampeón del Campeonato Brasileño de 2003 4.º puesto del Campeonato Brasileño de 2003 5.º puesto del Campeonato Brasileño de 2003 6.º puesto del Campeonato Brasileño de 2003 7.º puesto del Campeonato Brasileño de 2003 9.º puesto del Campeonato Brasileño de 2003 10.º puesto del Campeonato Brasileño de 2003 11.º puesto del Campeonato Brasileño de 2003 |
| Chile 2 cupos                   | Santiago Wanderers Universidad de Concepción                                                                           | Ganador de la Liguilla Pre-Sudamericana 2004 Ganador de la Liguilla Pre-Sudamericana 2004 |
| Colombia 2 cupos                | Junior Millonarios | Mejor equipo ubicado en la Reclasificación 2003 no participante de la Copa Libertadores 2004 2.º mejor equipo ubicado en la Reclasificación 2003 no participante de la Copa Libertadores 2004 |
| Ecuador 2 cupos                 | Aucas Liga de Quito | Ganador de la primera etapa del Campeonato Ecuatoriano de 2004 2.º puesto de la primera etapa del Campeonato Ecuatoriano de 2004 |
| Paraguay 2 cupos                | Libertad Cerro Porteño                                                                                                 | Subcampeón del Torneo Apertura 2004 Ganador de la Liguilla Pre-Sudamericana 2004 |
| Perú 2 cupos + campeón vigente  | Cienciano Alianza Atlético Coronel Bolognesi                                                                           | Campeón de la Copa Sudamericana 2003 2.º puesto del triangular clasificatorio a la Copa Libertadores 2004 3.º puesto del triangular clasificatorio a la Copa Libertadores 2004 |
| Uruguay 2 cupos                 | Peñarol Danubio | Campeón del Campeonato Uruguayo de 2003 2.º puesto de la Liguilla Pre-Libertadores de América de 2003 |
| Venezuela 2 cupos               | Carabobo Deportivo Italchacao                                                                                          | Mejor equipo ubicado en la tabla acumulada de la Primera División Venezolana 2003-04 no participante de la Copa Libertadores 2005 2.º mejor equipo ubicado en la tabla acumulada de la Primera División Venezolana 2003-04 no participante de la Copa Libertadores 2005 |

### Distribución geográfica de los equipos
Distribución geográfica de las sedes de los equipos participantes:
Equipos de la

## Primera fase
Los dos clasificados de Venezuela se enfrentaron entre sí, y los últimos ocho clasificados de Brasil fueron emparejados en otras cuatro llaves. Los 5 ganadores avanzaron a la segunda fase.
| Fechas                         | Local en la ida      | Global       | Local en la vuelta | Ida | Vuelta | Llave       |
| ------------------------------ | -------------------- | ------------ | ------------------ | --- | ------ | ----------- |
| 25 de agosto y 4 de septiembre | Paraná               | 2:4          | Santos             | 2:1 | 0:3    | Brasil I    |
| 25 de agosto y 4 de septiembre | Figueirense          | 1:1 (2:4 p.) | Internacional      | 0:0 | 1:1    | Brasil II   |
| 25 de agosto y 4 de septiembre | Goiás                | 5:3          | Atlético Mineiro   | 4:2 | 1:1    | Brasil III  |
| 26 de agosto y 4 de septiembre | Coritiba             | 3:4          | São Caetano        | 1:2 | 2:2    | Brasil IV   |
| 12 y 17 de agosto              | Deportivo Italchacao | 0:2          | Carabobo           | 0:0 | 0:2    | Venezuela 1 |

## Segunda fase
A los 5 ganadores de la primera fase se les unieron los últimos cuatro clasificados de Argentina, los mejores cuatro clasificados de Brasil, y todos los clasificados de los restantes países. Se establecieron 14 llaves, que enfrentó a cada equipo con otro clasificado de su mismo país, excepto por el campeón defensor, que fue emparejado con el clasificado venezolano de la primera fase. Los 14 ganadores avanzaron a la tercera fase.
| Fechas                          | Local en la ida           | Global       | Local en la vuelta | Ida | Vuelta | Llave             |
| ------------------------------- | ------------------------- | ------------ | ------------------ | --- | ------ | ----------------- |
| 24 y 31 de agosto               | Carabobo                  | 2:8          | Cienciano          | 1:2 | 1:6    | Campeón/Venezuela |
| 18 de agosto y 1 de septiembre  | Quilmes                   | 0:2          | San Lorenzo        | 0:2 | 0:0    | Argentina 3       |
| 10 de agosto y 2 de septiembre  | Arsenal                   | 5:4          | Banfield           | 1:1 | 4:3    | Argentina 4       |
| 12 y 19 de agosto               | Aurora                    | 2:5          | Bolívar            | 1:2 | 1:3    | Bolivia 1         |
| 15 y 22 de septiembre           | Santos                    | 2:2 (5:4 p.) | Flamengo           | 0:0 | 2:2    | Brasil V          |
| 15 y 22 de septiembre           | Internacional             | 3:2          | Grêmio             | 2:0 | 1:2    | Brasil VI         |
| 16 y 22 de septiembre           | Goiás                     | 4:5          | Cruzeiro           | 2:2 | 2:3    | Brasil VII        |
| 15 y 22 de septiembre           | São Caetano               | 2:2 (1:4 p.) | São Paulo          | 1:1 | 1:1    | Brasil VIII       |
| 31 de agosto y 8 de septiembre  | Universidad de Concepción | 3:1          | Santiago Wanderers | 2:1 | 1:0    | Chile 1           |
| 19 de agosto y 9 de septiembre  | Millonarios               | 1:2          | Junior             | 1:0 | 0:2    | Colombia 1        |
| 11 de agosto y 14 de septiembre | Liga de Quito             | 2:1          | Aucas              | 1:0 | 1:1    | Ecuador 1         |
| 17 de agosto y 14 de septiembre | Coronel Bolognesi         | 2:4          | Alianza Atlético   | 1:0 | 1:4    | Perú 1            |
| 11 y 24 de agosto               | Cerro Porteño             | 3:1          | Libertad           | 1:1 | 2:0    | Paraguay 1        |
| 9 y 21 de septiembre            | Danubio                   | 2:3          | Peñarol            | 1:2 | 1:1    | Uruguay 1         |

## Fases finales
Las fases finales estuvieron compuestas por cuatro etapas: tercera fase, cuartos de final, semifinales y final. A los 14 ganadores de la segunda fase se les sumaron Boca Juniors y River Plate, ambos invitados. Las llaves de la tercera fase fueron establecidas de acuerdo a los países de origen de cada equipo, de manera que los cuatro cuadros argentinos fueron emparejados en dos llaves, los cuatro brasileños integraron otras dos, y los ocho restantes formaron las últimas cuatro conforme a sus respectivas ubicaciones geográficas.

### Cuadro de desarrollo
|  | Octavos de final                 | Octavos de final                 | Octavos de final                 | Octavos de final                 |   |               | Cuartos de final                 | Cuartos de final                 | Cuartos de final                 | Cuartos de final                 |  |               | Semifinales                       | Semifinales                       | Semifinales                       | Semifinales                       |  |              | Final               | Final               | Final               | Final               |  |
|  | 7 de septiembre al 21 de octubre | 7 de septiembre al 21 de octubre | 7 de septiembre al 21 de octubre | 7 de septiembre al 21 de octubre |   |               | 27 de octubre al 11 de noviembre | 27 de octubre al 11 de noviembre | 27 de octubre al 11 de noviembre | 27 de octubre al 11 de noviembre |  |               | 24 de noviembre al 2 de diciembre | 24 de noviembre al 2 de diciembre | 24 de noviembre al 2 de diciembre | 24 de noviembre al 2 de diciembre |  |              | 8 y 17 de diciembre | 8 y 17 de diciembre | 8 y 17 de diciembre | 8 y 17 de diciembre |  |
|  |                                  |                                  |                                  |                                  |   |               |                                  |                                  |                                  |                                  |  |               |                                   |                                   |                                   |                                   |  |              |                     |                     |                     |                     |  |
|  |                                  |                                  |                                  |                                  |   |               |                                  |                                  |                                  |                                  |  |               |                                   |                                   |                                   |                                   |  |              |                     |                     |                     |                     |  |
|  | Junior                           | 2                                | 4                                | 6                                |   |               |                                  |                                  |                                  |                                  |  |               |                                   |                                   |                                   |                                   |  |              |                     |                     |                     |                     |  |
|  | Junior                           | 2                                | 4                                | 6                                |   |               |                                  |                                  |                                  |                                  |  |               |                                   |                                   |                                   |                                   |  |              |                     |                     |                     |                     |  |
|  | Alianza Atlético                 | 0                                | 1                                | 1                                |   |               |                                  |                                  |                                  |                                  |  |               |                                   |                                   |                                   |                                   |  |              |                     |                     |                     |                     |  |
|  | Alianza Atlético                 | 0                                | 1                                | 1                                |   | Junior        | 0                                | 1                                | 1                                |                                  |  |               |                                   |                                   |                                   |                                   |  |              |                     |                     |                     |                     |  |
|  |                                  |                                  |                                  |                                  |   | Junior        | 0                                | 1                                | 1                                |                                  |  |               |                                   |                                   |                                   |                                   |  |              |                     |                     |                     |                     |  |
|  |                                  |                                  | Internacional                    | 1                                | 1 | 2             |                                  |                                  |                                  |                                  |  |               |                                   |                                   |                                   |                                   |  |              |                     |                     |                     |                     |  |
|  | Cruzeiro                         | 1                                | Internacional                    | 1                                | 1 | 2             | 0                                | 1                                |                                  |                                  |  |               |                                   |                                   |                                   |                                   |  |              |                     |                     |                     |                     |  |
|  | Cruzeiro                         | 1                                |                                  |                                  |   |               |                                  |                                  |                                  |                                  |  |               |                                   |                                   |                                   |                                   |  |              |                     |                     |                     |                     |  |
|  | Internacional                    | 3                                | 1                                | 4                                |   |               |                                  |                                  |                                  |                                  |  |               |                                   |                                   |                                   |                                   |  |              |                     |                     |                     |                     |  |
|  | Internacional                    | 3                                | 1                                | 4                                |   |               |                                  |                                  |                                  |                                  |  | Internacional | 2                                 | 0                                 | 2                                 |                                   |  |              |                     |                     |                     |                     |  |
|  |                                  |                                  |                                  |                                  |   |               |                                  |                                  |                                  |                                  |  | Internacional | 2                                 | 0                                 | 2                                 |                                   |  |              |                     |                     |                     |                     |  |
|  |                                  |                                  | Boca Juniors                     | 4                                | 0 | 4             |                                  |                                  |                                  |                                  |  |               |                                   |                                   |                                   |                                   |  |              |                     |                     |                     |                     |  |
|  | Cerro Porteño                    | 3                                | Boca Juniors                     | 4                                | 0 | 4             | 1                                | 4                                |                                  |                                  |  |               |                                   |                                   |                                   |                                   |  |              |                     |                     |                     |                     |  |
|  | Cerro Porteño                    | 3                                |                                  |                                  |   |               |                                  |                                  |                                  |                                  |  |               |                                   |                                   |                                   |                                   |  |              |                     |                     |                     |                     |  |
|  | Peñarol                          | 1                                | 2                                | 3                                |   |               |                                  |                                  |                                  |                                  |  |               |                                   |                                   |                                   |                                   |  |              |                     |                     |                     |                     |  |
|  | Peñarol                          | 1                                | 2                                | 3                                |   | Cerro Porteño | 1                                | 0                                | 1 (7)                            |                                  |  |               |                                   |                                   |                                   |                                   |  |              |                     |                     |                     |                     |  |
|  |                                  |                                  |                                  |                                  |   | Cerro Porteño | 1                                | 0                                | 1 (7)                            |                                  |  |               |                                   |                                   |                                   |                                   |  |              |                     |                     |                     |                     |  |
|  |                                  |                                  | Boca Juniors (p)                 | 1                                | 0 | 1 (8)         |                                  |                                  |                                  |                                  |  |               |                                   |                                   |                                   |                                   |  |              |                     |                     |                     |                     |  |
|  | Boca Juniors (p)                 | 0                                | Boca Juniors (p)                 | 1                                | 0 | 1 (8)         | 2                                | 2 (4)                            |                                  |                                  |  |               |                                   |                                   |                                   |                                   |  |              |                     |                     |                     |                     |  |
|  | Boca Juniors (p)                 | 0                                |                                  |                                  |   |               |                                  |                                  |                                  |                                  |  |               |                                   |                                   |                                   |                                   |  |              |                     |                     |                     |                     |  |
|  | San Lorenzo                      | 1                                | 1                                | 2 (1)                            |   |               |                                  |                                  |                                  |                                  |  |               |                                   |                                   |                                   |                                   |  |              |                     |                     |                     |                     |  |
|  | San Lorenzo                      | 1                                | 1                                | 2 (1)                            |   |               |                                  |                                  |                                  |                                  |  |               |                                   |                                   |                                   |                                   |  | Boca Juniors | 0                   | 2                   | 2                   |                     |  |
|  |                                  |                                  |                                  |                                  |   |               |                                  |                                  |                                  |                                  |  |               |                                   |                                   |                                   |                                   |  | Boca Juniors | 0                   | 2                   | 2                   |                     |  |
|  |                                  |                                  | Bolívar                          | 1                                | 0 | 1             |                                  |                                  |                                  |                                  |  |               |                                   |                                   |                                   |                                   |  |              |                     |                     |                     |                     |  |
|  | Bolívar                          | 0                                | Bolívar                          | 1                                | 0 | 1             | 4                                | 4                                |                                  |                                  |  |               |                                   |                                   |                                   |                                   |  |              |                     |                     |                     |                     |  |
|  | Bolívar                          | 0                                |                                  |                                  |   |               |                                  |                                  |                                  |                                  |  |               |                                   |                                   |                                   |                                   |  |              |                     |                     |                     |                     |  |
|  | Universidad de Concepción        | 0                                | 2                                | 2                                |   |               |                                  |                                  |                                  |                                  |  |               |                                   |                                   |                                   |                                   |  |              |                     |                     |                     |                     |  |
|  | Universidad de Concepción        | 0                                | 2                                | 2                                |   | Bolívar       | 0                                | 3                                | 3                                |                                  |  |               |                                   |                                   |                                   |                                   |  |              |                     |                     |                     |                     |  |
|  |                                  |                                  |                                  |                                  |   | Bolívar       | 0                                | 3                                | 3                                |                                  |  |               |                                   |                                   |                                   |                                   |  |              |                     |                     |                     |                     |  |
|  |                                  |                                  | Arsenal                          | 1                                | 0 | 1             |                                  |                                  |                                  |                                  |  |               |                                   |                                   |                                   |                                   |  |              |                     |                     |                     |                     |  |
|  | River Plate                      | 1                                | Arsenal                          | 1                                | 0 | 1             | 0                                | 1                                |                                  |                                  |  |               |                                   |                                   |                                   |                                   |  |              |                     |                     |                     |                     |  |
|  | River Plate                      | 1                                |                                  |                                  |   |               |                                  |                                  |                                  |                                  |  |               |                                   |                                   |                                   |                                   |  |              |                     |                     |                     |                     |  |
|  | Arsenal                          | 2                                | 0                                | 2                                |   |               |                                  |                                  |                                  |                                  |  |               |                                   |                                   |                                   |                                   |  |              |                     |                     |                     |                     |  |
|  | Arsenal                          | 2                                | 0                                | 2                                |   |               |                                  |                                  |                                  |                                  |  | Bolívar       | 1                                 | 2                                 | 3                                 |                                   |  |              |                     |                     |                     |                     |  |
|  |                                  |                                  |                                  |                                  |   |               |                                  |                                  |                                  |                                  |  | Bolívar       | 1                                 | 2                                 | 3                                 |                                   |  |              |                     |                     |                     |                     |  |
|  |                                  |                                  | Liga de Quito                    | 1                                | 1 | 2             |                                  |                                  |                                  |                                  |  |               |                                   |                                   |                                   |                                   |  |              |                     |                     |                     |                     |  |
|  | São Paulo                        | 0                                | Liga de Quito                    | 1                                | 1 | 2             | 1                                | 1                                |                                  |                                  |  |               |                                   |                                   |                                   |                                   |  |              |                     |                     |                     |                     |  |
|  | São Paulo                        | 0                                |                                  |                                  |   |               |                                  |                                  |                                  |                                  |  |               |                                   |                                   |                                   |                                   |  |              |                     |                     |                     |                     |  |
|  | Santos                           | 1                                | 1                                | 2                                |   |               |                                  |                                  |                                  |                                  |  |               |                                   |                                   |                                   |                                   |  |              |                     |                     |                     |                     |  |
|  | Santos                           | 1                                | 1                                | 2                                |   | Santos        | 2                                | 1                                | 3                                |                                  |  |               |                                   |                                   |                                   |                                   |  |              |                     |                     |                     |                     |  |
|  |                                  |                                  |                                  |                                  |   | Santos        | 2                                | 1                                | 3                                |                                  |  |               |                                   |                                   |                                   |                                   |  |              |                     |                     |                     |                     |  |
|  |                                  |                                  | Liga de Quito                    | 3                                | 2 | 5             |                                  |                                  |                                  |                                  |  |               |                                   |                                   |                                   |                                   |  |              |                     |                     |                     |                     |  |
|  | Cienciano                        | 0                                | Liga de Quito                    | 3                                | 2 | 5             | 2                                | 2                                |                                  |                                  |  |               |                                   |                                   |                                   |                                   |  |              |                     |                     |                     |                     |  |
|  | Cienciano                        | 0                                |                                  |                                  |   |               |                                  |                                  |                                  |                                  |  |               |                                   |                                   |                                   |                                   |  |              |                     |                     |                     |                     |  |
|  | Liga de Quito                    | 4                                | 2                                | 6                                |   |               |                                  |                                  |                                  |                                  |  |               |                                   |                                   |                                   |                                   |  |              |                     |                     |                     |                     |  |
|  | Liga de Quito                    | 4                                | 2                                | 6                                |   |               |                                  |                                  |                                  |                                  |  |               |                                   |                                   |                                   |                                   |  |              |                     |                     |                     |                     |  |
|  |                                  |                                  |                                  |                                  |   |               |                                  |                                  |                                  |                                  |  |               |                                   |                                   |                                   |                                   |  |              |                     |                     |                     |                     |  |

- Nota: En cada llave, el equipo que ocupa la primera línea es el que definió la serie como local.

### Octavos de final
| 30 de septiembre de 2004 | Alianza Atlético | 0:2 (0:1) | Junior                    | Estadio Miguel Grau, Piura |                            |
|                          |                  | Reporte   | Quintero 29' · Rolong 60' | Árbitro(s): Luis Solórzano | Árbitro(s): Luis Solórzano |

| 19 de octubre de 2004 | Junior                                                        | 4:1 (2:0) | Alianza Atlético     | Estadio Metropolitano, Barranquilla |                              |
|                       | Ballesteros 15' · Rojano 18' · Palacio 51' (pen.) · Pérez 71' | Reporte   | Panigutti 64' (pen.) | Árbitro(s): Mauricio Reinoso        | Árbitro(s): Mauricio Reinoso |

| 10 de octubre de 2004 | Internacional                              | 3:1 (1:1) | Cruzeiro    | Estadio Beira-Rio, Porto Alegre |                             |
|                       | Fernandão 19' · Wilson 49' · Chiquinho 82' |           | Leandro 36' | Árbitro(s): Wagner Tardelli     | Árbitro(s): Wagner Tardelli |

| 20 de octubre de 2004 | Cruzeiro | 0:1 (0:0) | Internacional | Estadio Mineirão, Belo Horizonte |                         |
|                       |          | Reporte   | Sóbis 73'     | Árbitro(s): Héber Lopes          | Árbitro(s): Héber Lopes |

| 6 de octubre de 2004 | Peñarol   | 1:3 (0:2) | Cerro Porteño                            | Estadio Centenario, Montevideo |                          |
|                      | Serna 80' | Reporte   | dos Santos 27' · Ramírez 30' · Isasi 66' | Árbitro(s): Carlos Simon       | Árbitro(s): Carlos Simon |

| 21 de octubre de 2004 | Cerro Porteño | 1:2 (0:0) | Peñarol                         | Estadio General Pablo Rojas, Asunción |                            |
|                       | Ramírez 76'   | Reporte   | C. Rodríguez 61' · C. Diogo 75' | Árbitro(s): Carlos Chandía            | Árbitro(s): Carlos Chandía |

| 16 de septiembre de 2004 | San Lorenzo     | 1:0 (0:0) | Boca Juniors | Estadio Nuevo Gasómetro, Buenos Aires |                            |
|                          | A. González 89' | Reporte   |              | Árbitro(s): Oscar Sequeira            | Árbitro(s): Oscar Sequeira |

| 29 de septiembre de 2004 | Boca Juniors                                        | 2:1 (1:1) (4:1 p.)         | San Lorenzo                    | Estadio Padre Ernesto Martearena, Salta |                            |
|                          | Palermo 33' · Tévez 80'                             | Reporte                    | Pereyra 1'                     | Árbitro(s): Claudio Martín              | Árbitro(s): Claudio Martín |
|                          |                                                     | Tiros desde el punto penal |                                |                                         |                            |
|                          | C. González · Barros Schelotto · Palermo · Traverso |                            | W. García · Zabaleta · Lavezzi |                                         |                            |

| 28 de septiembre de 2004 | Universidad de Concepción | 0:0     | Bolívar | Estadio Municipal, Concepción |                               |
|                          |                           | Reporte |         | Árbitro(s): Nelson Valenzuela | Árbitro(s): Nelson Valenzuela |

| 19 de octubre de 2004 | Bolívar                                                 | 4:2 (4:1) | Universidad de Concepción | Estadio Hernando Siles, La Paz |                            |
|                       | García 16' · Chiorazzo 26' · Gutiérrez 30' · Suárez 39' | Reporte   | Gómez 12' · Perić 68'     | Árbitro(s): Martín Vázquez     | Árbitro(s): Martín Vázquez |

| 7 de septiembre de 2004 | Arsenal                       | 2:1 (0:1) | River Plate | Estadio Julio Humberto Grondona, Sarandí |                             |
|                         | Casteglione 86' · Núñez 90+2' | Reporte   | López 42'   | Árbitro(s): Sergio Pezzotta              | Árbitro(s): Sergio Pezzotta |

| 30 de septiembre de 2004 | River Plate | 0:0     | Arsenal | Estadio Monumental, Buenos Aires |                              |
|                          |             | Reporte |         | Árbitro(s): Horacio Elizondo     | Árbitro(s): Horacio Elizondo |

| 10 de octubre de 2004 | Santos    | 1:0 (0:0) | São Paulo | Estadio Urbano Caldeira, Santos |                          |
|                       | Elano 76' | Reporte   |           | Árbitro(s): Carlos Simon        | Árbitro(s): Carlos Simon |

| 20 de octubre de 2004 | São Paulo   | 1:1 (1:0) | Santos    | Estadio Morumbi, São Paulo  |                             |
|                       | Rodrigo 43' | Reporte   | Preto 82' | Árbitro(s): Wagner Tardelli | Árbitro(s): Wagner Tardelli |

| 28 de septiembre de 2004 | Liga de Quito                                  | 4:0 (4:0) | Cienciano | Estadio Casa Blanca, Quito  |                             |
|                          | Castillo 13' · Aguinaga 14', 22' · Ambrosi 32' | Reporte   |           | Árbitro(s): Henry Cervantes | Árbitro(s): Henry Cervantes |

| 5 de octubre de 2004 | Cienciano              | 2:2 (2:1) | Liga de Quito              | Estadio Inca Garcilaso de la Vega, Cuzco |                          |
|                      | Mostto 23' · Carty 28' | Reporte   | Aguinaga 35' · Ambrosi 83' | Árbitro(s): Rubén Selmán                 | Árbitro(s): Rubén Selmán |

### Cuartos de final
| 3 de noviembre de 2004 | Internacional | 1:0 (0:0) | Junior | Estadio Beira-Rio, Porto Alegre |                             |
|                        | Fernandão 2'  |           |        | Árbitro(s): Jorge Larrionda     | Árbitro(s): Jorge Larrionda |

| 10 de noviembre de 2004 | Junior      | 1:1 (0:1) | Internacional | Estadio Metropolitano, Barranquilla |                            |
|                         | Arzuaga 87' | Reporte   | Edinho 13'    | Árbitro(s): Daniel Giménez          | Árbitro(s): Daniel Giménez |

| 27 de octubre de 2004 | Boca Juniors | 1:1 (0:1) | Cerro Porteño | Estadio Padre Ernesto Martearena, Salta |                            |
|                       | Cascini 50'  | Reporte   | Benítez 20'   | Árbitro(s): Márcio Rezende              | Árbitro(s): Márcio Rezende |

| 10 de noviembre de 2004 | Cerro Porteño                                                                                                   | 0:0 (7:8 p.)               | Boca Juniors | Estadio Defensores del Chaco, Asunción |                             |
|                         | | Reporte                    | | Árbitro(s): Jorge Larrionda            | Árbitro(s): Jorge Larrionda |
|                         | | Tiros desde el punto penal | |                                        |                             |
|                         | Glacinei Martins · Dos Santos · Ramírez · Bobadilla · Grana · Amarilla · Aquino · Sarabia · Caballero · Benítez |                            | Barros Schelotto · Schiavi · Palermo · Traverso · Tévez · Guglielminpietro · Abbondanzieri · Morel Rodríguez · Cascini · Ormazábal |                                        |                             |

| 28 de octubre de 2004 | Arsenal        | 1:0 (1:0) | Bolívar | Estadio Julio Humberto Grondona, Sarandí |                           |
|                       | Casteglione 3' | Reporte   |         | Árbitro(s): Eduardo Lecca                | Árbitro(s): Eduardo Lecca |

| 4 de noviembre de 2004 | Bolívar                                     | 3:0 (2:0) | Arsenal | Estadio Hernando Siles, La Paz   |                                  |
|                        | Ferreira 36' · Chiorazzo 45+4' · Tufiño 54' |           |         | Árbitro(s): Carlos Manuel Torres | Árbitro(s): Carlos Manuel Torres |

| 3 de noviembre de 2004 | Liga de Quito                         | 3:2 (2:1) | Santos                    | Estadio Casa Blanca, Quito |                         |
|                        | Murillo 14' · Ambrosi 37' · Salas 84' | Reporte   | William 20' · Basílio 51' | Árbitro(s): René Ortubé    | Árbitro(s): René Ortubé |

| 11 de noviembre de 2004 | Santos    | 1:2 (0:1) | Liga de Quito             | Estadio Urbano Caldeira, Santos  |                                  |
|                         | Elano 83' |           | Aguinaga 7' · Murillo 88' | Árbitro(s): Carlos Manuel Torres | Árbitro(s): Carlos Manuel Torres |

### Semifinales
| 24 de noviembre de 2004 | Boca Juniors                                         | 4:2 (0:0) | Internacional                | Estadio La Bombonera, Buenos Aires |                        |
|                         | Traverso 54' · Cagna 60' · Palermo 67' · Cardozo 70' | Reporte   | Rafael Sóbis 46' · Diego 80' | Árbitro(s): Óscar Ruiz             | Árbitro(s): Óscar Ruiz |

| 1 de diciembre de 2004 | Internacional | 0:0     | Boca Juniors | Estadio Beira-Rio, Porto Alegre  |                                  |
|                        |               | Reporte |              | Árbitro(s): Carlos Manuel Torres | Árbitro(s): Carlos Manuel Torres |

| 25 de noviembre de 2004 | Liga de Quito | 1:1 (0:0) | Bolívar       | Estadio Casa Blanca, Quito |                          |
|                         | Murillo 63'   | Reporte   | Chiorazzo 69' | Árbitro(s): Rubén Selmán   | Árbitro(s): Rubén Selmán |

| 2 de diciembre de 2004 | Bolívar                    | 2:1 (1:0) | Liga de Quito | Estadio Hernando Siles, La Paz |                              |
|                        | Chiorazzo 11' · García 48' | Reporte   | Espinoza 50'  | Árbitro(s): Gilberto Hidalgo   | Árbitro(s): Gilberto Hidalgo |

### Final

#### Ida
| 8 de diciembre de 2004 | Bolívar       | 1:0 (0:0) | Boca Juniors | Estadio Hernando Siles, La Paz |                          |
|                        | Chiorazzo 75' | Reporte   |              | Árbitro(s): Carlos Simon       | Árbitro(s): Carlos Simon |

| 1          | POR        | Mauro Machado        |     |
| 16         | DEF        | Daner Pachi          |     |
| 6          | DEF        | Óscar Sánchez        |     |
| 14         | DEF        | Julio César Ferreira |     |
| 3          | DEF        | Marco Sandy          |     |
| 24         | MED        | Gonzalo Galindo      | 66' |
| 21         | MED        | Rubén Tufiño         |     |
| 22         | MED        | Ronald García        | 74' |
| 18         | MED        | Limberg Gutiérrez    |     |
| 17         | DEL        | Roger Suárez         |     |
| 8          | DEL        | Horacio Chiorazzo    |     |
| Entrenador | Entrenador | Vladimir Soria       |     |

| 1          | POR        | Roberto Abbondanzieri      |     |
| 2          | DEF        | Rolando Schiavi            |     |
| 6          | DEF        | Aníbal Matellán            |     |
| 13         | DEF        | Cristian Traverso          |     |
| 15         | DEF        | José María Calvo           |     |
| 5          | MED        | Raúl Cascini               |     |
| 8          | MED        | Diego Cagna                |     |
| 23         | MED        | Andrés Guglielminpietro    | 82' |
| 11         | MED        | Fabián Vargas              | 65' |
| 7          | DEL        | Guillermo Barros Schelotto | 89' |
| 10         | DEL        | Carlos Tévez               |     |
| Entrenador | Entrenador | Jorge Benítez              |     |

| 11 | DEF | Percy Colque     | 66' |
| 10 | MED | Pedro Guiberguis | 74' |

| 19 | MED | Neri Cardozo  | 65' |
| 18 | MED | Matías Donnet | 82' |
| 16 | MED | Ariel Carreño | 89' |

| Anotado | 75' | Horacio Chiorazzo | 1:0 |

|  |  |  |  |

| Amonestado | 26' | Julio César Ferreira |
| Amonestado | 71' | Mauro Machado        |

| Amonestado | 22' | Roberto Abbondanzieri |
| Amonestado | 42' | Fabián Vargas         |
| Amonestado | 56' | José María Calvo      |

| Árbitro             | Carlos Simon     |
| Árbitros asistentes | Aristeu Tavarez  |
| Árbitros asistentes | Nilton Rodrigues |
| Cuarto árbitro      | Edilson Carvalho |

| 1          | POR        | Mauro Machado        |     |
| 16         | DEF        | Daner Pachi          |     |
| 6          | DEF        | Óscar Sánchez        |     |
| 14         | DEF        | Julio César Ferreira |     |
| 3          | DEF        | Marco Sandy          |     |
| 24         | MED        | Gonzalo Galindo      | 66' |
| 21         | MED        | Rubén Tufiño         |     |
| 22         | MED        | Ronald García        | 74' |
| 18         | MED        | Limberg Gutiérrez    |     |
| 17         | DEL        | Roger Suárez         |     |
| 8          | DEL        | Horacio Chiorazzo    |     |
| Entrenador | Entrenador | Vladimir Soria       |     |

| 1          | POR        | Roberto Abbondanzieri      |     |
| 2          | DEF        | Rolando Schiavi            |     |
| 6          | DEF        | Aníbal Matellán            |     |
| 13         | DEF        | Cristian Traverso          |     |
| 15         | DEF        | José María Calvo           |     |
| 5          | MED        | Raúl Cascini               |     |
| 8          | MED        | Diego Cagna                |     |
| 23         | MED        | Andrés Guglielminpietro    | 82' |
| 11         | MED        | Fabián Vargas              | 65' |
| 7          | DEL        | Guillermo Barros Schelotto | 89' |
| 10         | DEL        | Carlos Tévez               |     |
| Entrenador | Entrenador | Jorge Benítez              |     |

| 11 | DEF | Percy Colque     | 66' |
| 10 | MED | Pedro Guiberguis | 74' |

| 19 | MED | Neri Cardozo  | 65' |
| 18 | MED | Matías Donnet | 82' |
| 16 | MED | Ariel Carreño | 89' |

| Anotado | 75' | Horacio Chiorazzo | 1:0 |

|  |  |  |  |

| Amonestado | 26' | Julio César Ferreira |
| Amonestado | 71' | Mauro Machado        |

| Amonestado | 22' | Roberto Abbondanzieri |
| Amonestado | 42' | Fabián Vargas         |
| Amonestado | 56' | José María Calvo      |

| Árbitro             | Carlos Simon     |
| Árbitros asistentes | Aristeu Tavarez  |
| Árbitros asistentes | Nilton Rodrigues |
| Cuarto árbitro      | Edilson Carvalho |

#### Vuelta
| 17 de diciembre de 2004 | Boca Juniors | 2:0 (2:0) | Bolívar | Estadio La Bombonera, Buenos Aires |                            |
|                         |              | Reporte   |         | Árbitro(s): Carlos Chandía         | Árbitro(s): Carlos Chandía |

| 1          | POR        | Roberto Abbondanzieri      |     |
| 15         | DEF        | José María Calvo           |     |
| 2          | DEF        | Rolando Schiavi            |     |
| 13         | DEF        | Cristian Traverso          |     |
| 6          | DEF        | Aníbal Matellán            |     |
| 8          | MED        | Diego Cagna                | 67' |
| 5          | MED        | Raúl Cascini               |     |
| 23         | MED        | Andrés Guglielminpietro    | 82' |
| 10         | DEL        | Carlos Tévez               | 75' |
| 7          | DEL        | Guillermo Barros Schelotto |     |
| 9          | DEL        | Martín Palermo             |     |
| Entrenador | Entrenador | Jorge Benítez              |     |

| 1          | POR        | Mauro Machado        |     |
| 6          | DEF        | Óscar Sánchez        |     |
| 14         | DEF        | Julio César Ferreira |     |
| 3          | DEF        | Marco Sandy          |     |
| 11         | DEF        | Percy Colque         | 46' |
| 21         | MED        | Rubén Tufiño         |     |
| 2          | MED        | Limbert Pizarro      |     |
| 24         | MED        | Gonzalo Galindo      |     |
| 22         | MED        | Ronald García        |     |
| 18         | DEL        | Limberg Gutiérrez    |     |
| 8          | DEL        | Horacio Chiorazzo    |     |
| Entrenador | Entrenador | Vladimir Soria       |     |

| 14 | MED | Pablo Ledesma | 67' |
| 11 | MED | Fabián Vargas | 75' |
| 19 | MED | Neri Cardozo  | 82' |

| 17 | DEL | Roger Suárez | 46' |

| Anotado | 14' | Martín Palermo | 1:0 |
| Anotado | 28' | Carlos Tévez   | 2:0 |

|  |  |  |  |

| Amonestado | 33' | Cristian Traverso |

| Amonestado | 29' | Julio César Ferreira |
| Amonestado | 72' | Limbert Pizarro      |
| Amonestado | 75' | Marco Sandy          |

| Árbitro             | Carlos Chandía   |
| Árbitros asistentes | Rodrigo González |
| Árbitros asistentes | Mario Vargas     |
| Cuarto árbitro      | Pablo Pozo       |

| 1          | POR        | Roberto Abbondanzieri      |     |
| 15         | DEF        | José María Calvo           |     |
| 2          | DEF        | Rolando Schiavi            |     |
| 13         | DEF        | Cristian Traverso          |     |
| 6          | DEF        | Aníbal Matellán            |     |
| 8          | MED        | Diego Cagna                | 67' |
| 5          | MED        | Raúl Cascini               |     |
| 23         | MED        | Andrés Guglielminpietro    | 82' |
| 10         | DEL        | Carlos Tévez               | 75' |
| 7          | DEL        | Guillermo Barros Schelotto |     |
| 9          | DEL        | Martín Palermo             |     |
| Entrenador | Entrenador | Jorge Benítez              |     |

| 1          | POR        | Mauro Machado        |     |
| 6          | DEF        | Óscar Sánchez        |     |
| 14         | DEF        | Julio César Ferreira |     |
| 3          | DEF        | Marco Sandy          |     |
| 11         | DEF        | Percy Colque         | 46' |
| 21         | MED        | Rubén Tufiño         |     |
| 2          | MED        | Limbert Pizarro      |     |
| 24         | MED        | Gonzalo Galindo      |     |
| 22         | MED        | Ronald García        |     |
| 18         | DEL        | Limberg Gutiérrez    |     |
| 8          | DEL        | Horacio Chiorazzo    |     |
| Entrenador | Entrenador | Vladimir Soria       |     |

| 14 | MED | Pablo Ledesma | 67' |
| 11 | MED | Fabián Vargas | 75' |
| 19 | MED | Neri Cardozo  | 82' |

| 17 | DEL | Roger Suárez | 46' |

| Anotado | 14' | Martín Palermo | 1:0 |
| Anotado | 28' | Carlos Tévez   | 2:0 |

|  |  |  |  |

| Amonestado | 33' | Cristian Traverso |

| Amonestado | 29' | Julio César Ferreira |
| Amonestado | 72' | Limbert Pizarro      |
| Amonestado | 75' | Marco Sandy          |

| Árbitro             | Carlos Chandía   |
| Árbitros asistentes | Rodrigo González |
| Árbitros asistentes | Mario Vargas     |
| Cuarto árbitro      | Pablo Pozo       |

|                                  |
| Bandera de Argentina             |
| Campeón Boca Juniors 1.er título |

## Estadísticas

### Goleadores
| Jugador            | Club          | Goles |
| ------------------ | ------------- | ----- |
| Horacio Chiorazzo  | Bolívar       | 5     |
| Álex Aguinaga      | Liga de Quito | 4     |
| Carlos Casteglione | Arsenal       | 4     |